# Battaglia di Huanucopampa
La battaglia di Huanucopampa fu un conflitto combattuto nel 1532 tra gli uomini di Atahualpa e quelli di Huáscar, nel corso della guerra civile Inca.

## Storia
Dopo la disastrosa battaglia di Chimborazo, il probabile vincitore della guerra, Huáscar, era stato umiliato, il suo esercito fatto fuggire verso sud, inseguito da un contingente di nordisti inviati da Atahualpa sotto il comando dei generali Chalcochima e Quizquiz, e probabilmente anche di Rumiñahui. Lo stesso Huáscar divise il suo esercito lungo il confine in tre divisioni, con la principale comandata da Uampa Yupanqui composta da truppe provenienti da Kuntisuyu e dal sud, con l'intenzione di attraversare il fiume Cotabambas. Un'altra armata venne guidata da Guanca Auqui, Agua Panti, Paca Yupanqui ed una terza condotta dallo stesso Huáscar (che per la prima volta prendeva il comando) e dal fratello Tito Atauchi e Topa Atao. Gli eserciti si incontrarono nelle pianure nei pressi di Huánuco, dove Huáscar ordinò a Uampa Yupanqui di ingaggiare battaglia con gli inseguitori.
All'inizio la battaglia sembrava essere un successo per le truppe di Huáscar, con Tomay Rima, capitano di Atahualpa, ucciso in battaglia, finché Huáscar non lanciò un attacco con tutte le proprie forze. La battaglia si svolse per un giorno intero e fu inconcludente, dato che Chalcochima e Quizquiz si ritirarono durante la notte su una collina vicina. Huáscar ordinò ai suoi uomini di incendiare l'erba, causando numerose perdite tra gli Atahualpani. Invece di insistere nell'attacco, Huáscar scelse di ritirarsi a sud attraversando il fiume, ordinando al fratello Topa Atao di fortificare un passaggio che avrebbe condotto alla capitale Inca Cuzco. Di nuovo si trovarono inseguiti dagli uomini di Quizquiz e Chalcochima, con quest'ultimo che riuscì ad accerchiare e distruggere il gruppo di Topa Atao. Avendo perso l'inerzia della battaglia, Huáscar fu sconfitto e catturato a Quipaipan nell'aprile del 1532.